# الدوري السويدي الدرجة الثانية 1971
الدوري السويدي الدرجة الثانية 1971 (بالسويدية: Division II i fotboll 1971)‏ هو موسم من الدوري السويدي الدرجة الثانية. فاز فيه نادي ساندفيكين.